# Dżabal Szams

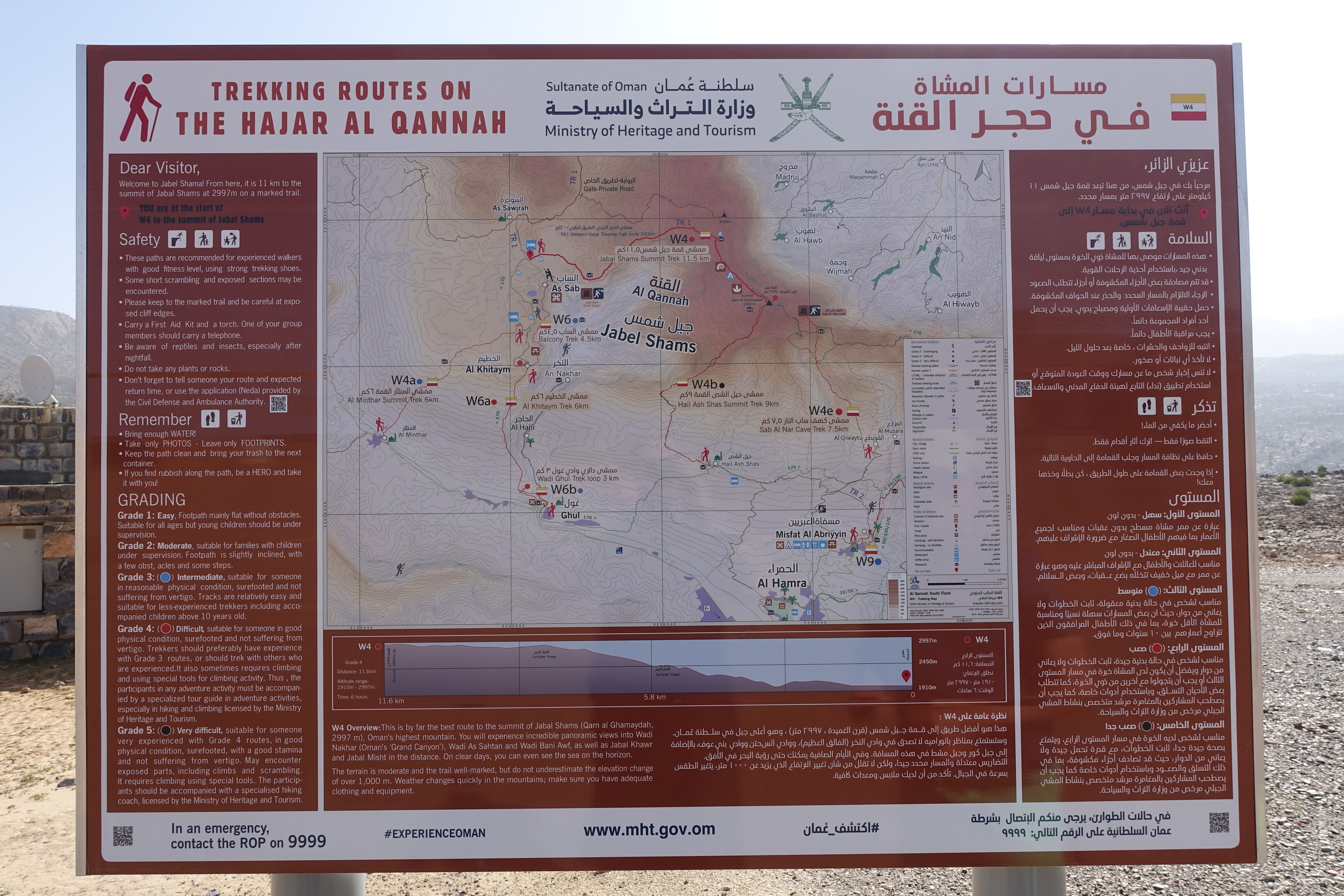
Tablica informacyjna z przebiegiem szlaków w okolicy Dżabal Szams

Dżabal Szams (arab. ‏جبل شمس‎) – szczyt w pasmie Al-Hadżar. Leży w północnym Omanie, niedaleko wybrzeży Zatoki Omańskiej. Jest najwyższym szczytem Omanu. Wysokość szczytu – w zależności od źródeł – waha się od 2980 m n.p.m. do 3075 m n.p.m. (starsze źródła z lat 60. XX w. podawały nawet 3170 m n.p.m.). Tablica informacyjna Ministerstwa Dziedzictwa i Turystyki Omanu umieszczona na początku szlaku W4, który przechodzi 150 metrów poniżej szczytu, określa jego wysokość na 3009 m n.p.m. Najwyższy wierzchołek jest niedostępny dla turystów, ponieważ znajduje się tam ogrodzony teren wojskowy z radarem, natomiast szlak W4 prowadzi do wierzchołka południowego (2997 m n.p.m.).